# قائمة زملاء الجمعية الملكية المنتخبين في 1892
هذه الصفحة تعرض قائمة زملاء الجمعية الملكية المُنتخبين لعام 1892.

## الزملاء
- Augustus Desiré Waller [الإنجليزية]‏
- فريدريك هوتون (عالم)
- Francis Gotch [الإنجليزية]‏
- جون جولي
- Spencer Cavendish, 8th Duke of Devonshire [الإنجليزية]‏
- Robert Giffen [الإنجليزية]‏
- Hans Friedrich Gadow [الإنجليزية]‏
- Frank Evers Beddard [الإنجليزية]‏
- William Abbott Herdman [الإنجليزية]‏
- Farrer Herschell, 1st Baron Herschell [الإنجليزية]‏
- Louis Compton Miall [الإنجليزية]‏
- جون أمبروز فلمنج
- Alexander Pedler [الإنجليزية]‏
- بن بيتش [الإنجليزية]‏

## الأعضاء الأجانب
- هوبير انسون نيوتن
- Wilhelm Kühne [الإنجليزية]‏
- ديميتري مندلييف
- Éleuthère Mascart [الإنجليزية]‏